# Palaeocarcharodon orientalis
A Palaeocarcharodon orientalis a porcos halak (Chondrichthyes) osztályának heringcápa-alakúak (Lamniformes) rendjébe, ezen belül a fosszilis Otodontidae vagy Cretoxyrhinidae családjába tartozó faj.
Nemének eddig az egyetlen felfedezett faja.

## Tudnivalók
A Palaeocarcharodon orientalis a paleocén kor idején élt, körülbelül 61,7-55,8 millió évvel ezelőtt. Maradványait világszerte megtalálták, főleg az északi félgömbön. Ezekben a régiókban és országokban vannak a főbb lelőhelyei: Észak- és Nyugat-Afrika, Oroszország és az Amerikai Egyesült Államok.
Mivel csak a fogai kerültek elő, és azok is különböző méretekben; nagyon keveset tudunk eme őscápa megjelenéséről. A körülbelül 3-6 centiméteres fogak háromszög alakúak és egyenlőtlenül fűrészes szélűek, oldalaikon kisebb kiemelkedések vannak.
A fogak hasonlósága miatt, egyes cápakutatók úgy vélik, hogy a Palaeocarcharodon orientalis a közös őse a fehér cápának (Carcharodon carcharias) és az óriásfogú cápanak (C. megalodon). Azonban az újabb kutatások szerint, a fehér cápa inkább az egyik Cretolamna fajból fejlődött ki; és a fehér cápa meg a Palaeocarcharodon orientalis hasonlósága, nem egyéb, mint a konvergens evolúció műve.

## Képek

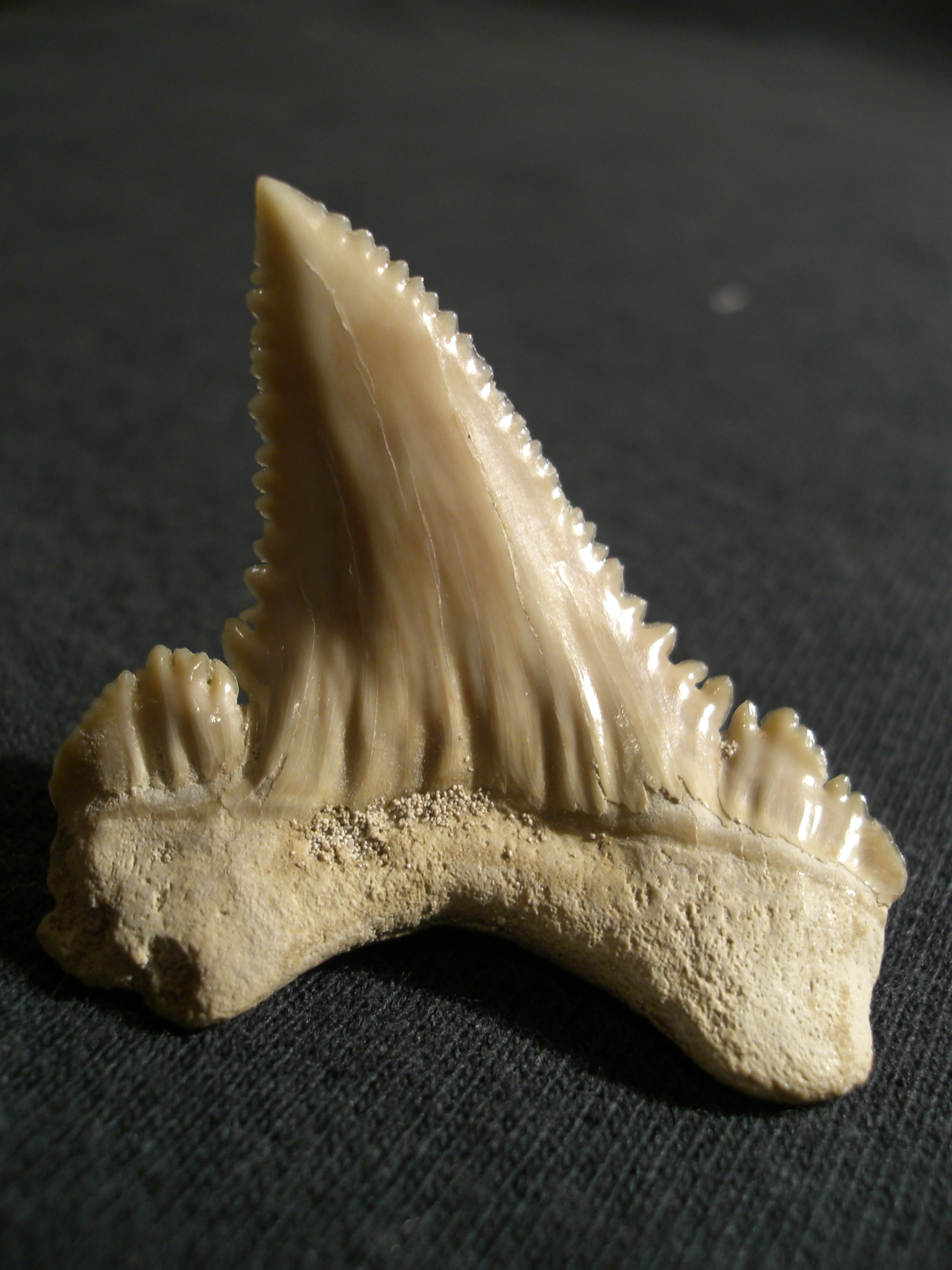
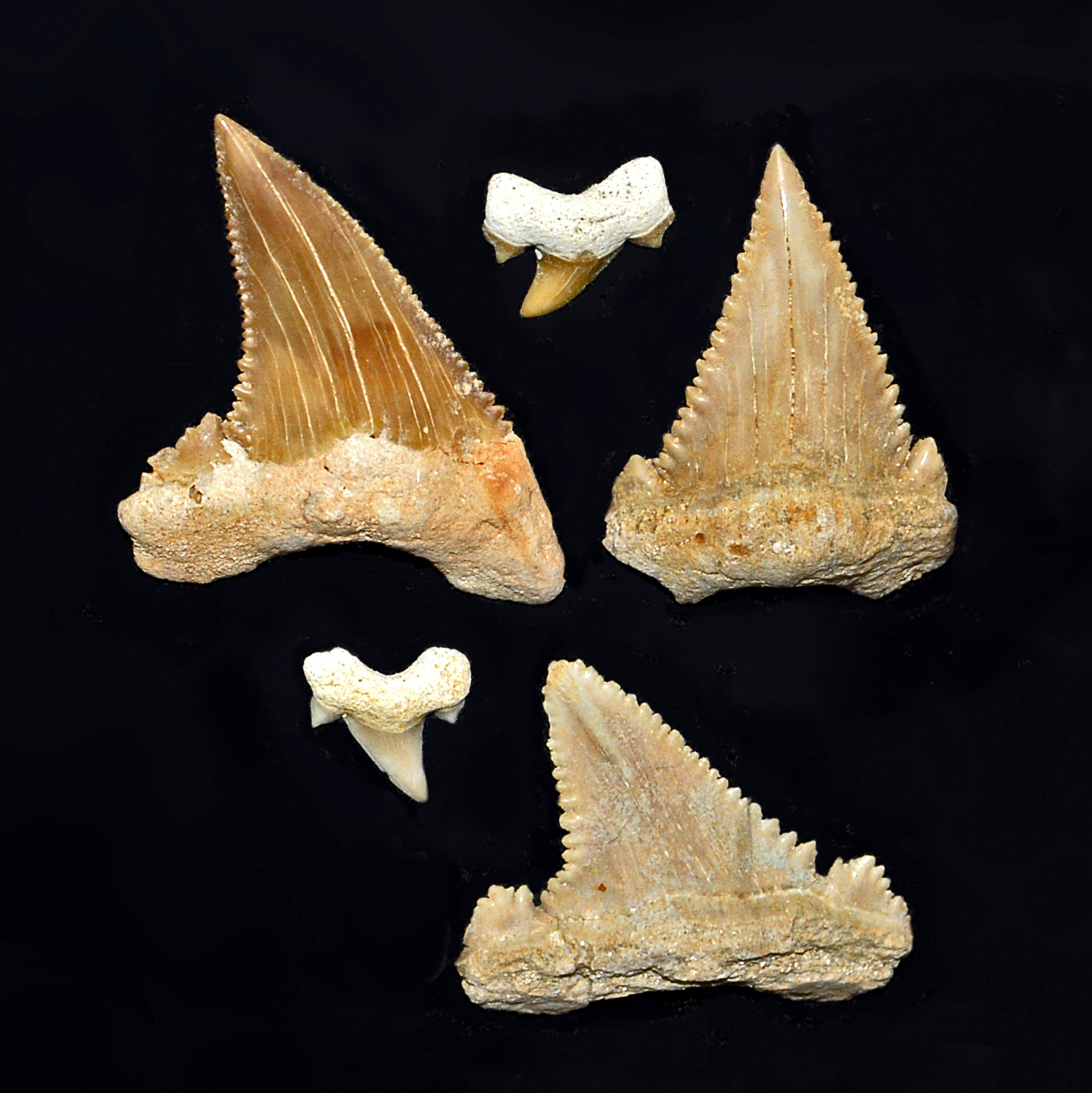

## Fordítás
- Ez a szócikk részben vagy egészben  a   Palaeocarcharodon című angol Wikipédia-szócikk ezen változatának fordításán alapul.  Az eredeti cikk szerkesztőit annak laptörténete sorolja fel. Ez a jelzés csupán a megfogalmazás eredetét és a szerzői jogokat jelzi, nem szolgál a cikkben szereplő információk forrásmegjelöléseként.